# Sofieholmforsens naturreservat
Sofieholmforsens naturreservat är ett kommunalt naturreservat i Hudiksvalls kommun i Gävleborgs län.
Området är naturskyddat sedan 2020 och är 3 hektar stort. Reservatet ligger vid nianåns utlopp i Njutånger  och består av en grund ravin med blockiga stränder och bottnar som omges av lövskog av rönn, hägg, al, ask och lönn och gammal barrskog.